# Posavski Gonič
Der Posavski Gonič, auch Save-Bracke, Savetalbracke oder Posavatz-Laufhund, ist eine von der FCI anerkannte kroatische Hunderasse aus der Save-Gegend (Posavina). Die Rasse gehört zur FCI-Gruppe 6, Sektion 1.2, der Standard hat die Nummer 154.
Der Posavski Gonič ist ein 47 cm bis 56 cm großer Laufhund, der außerhalb seiner Heimat fast unbekannt ist. Die Ohren sind mittelgroß, eng am Kopf hängend und haben abgerundete Spitzen.
Dichtes Stockhaar, ca. 2 bis 3 cm lang, bedeckt den Körper in allen rötlich-weizengelben Farbabstufungen.  Weiße Abzeichen an Kopf, Hals, Vorbrust, Bauch, Gliedmaßen und Rutenspitze sind erwünscht.

## Verwendung
Der Posavski gonič ist ein Jagdhund. Ursprünglich ein Laufhund, findet er auch Verwendung als Schweißhund. Er ist auch als Wach- oder Familienhund geeignet, wenn genügend Auslauf für den sehr quirligen Hund vorhanden ist.